# Acoma sexfoliata
Acoma sexfoliata är en skalbaggsart som beskrevs av Saylor 1948. Acoma sexfoliata ingår i släktet Acoma och familjen Pleocomidae.